# Harlington Shereni
Harlington Shereni (* 6. července 1975, Chiredzi, Rhodesie) je bývalý zimbabwský fotbalový obránce a reprezentant. Hrál na postu stopera (středního obránce) nebo na levé straně obrany. Mimo Zimbabwe působil na klubové úrovni ve Švýcarsku a Francii. Má dceru Tatyanah a syna Tyrona.

## Klubová kariéra
- Hippo Valley High School (mládež)[1]
- CAPS United FC 1995–1998[1]
- →  Air Zimbabwe Jets FC (hostování) 1996
- Dynamos FC 1998–1999
- SR Delémont 1999–2003
- FC Istres 2003–2004
- En Avant Guingamp 2004–2007
- FC Nantes 2007–2010
- →  RC Strasbourg (hostování) 2008–2009

## Reprezentační kariéra
Shereni debutoval v A-mužstvu Zimbabwe v roce 2000.
Zúčastnil se Afrického poháru národů 2004 v Tunisku.
Reprezentační kariéru ukončil v říjnu 2010 po neúspěšné kvalifikaci na MS 2010 v Jihoafrické republice.